# SAR-Klasse GB
Die Fahrzeuge der Klasse GB der South African Railways (SAR) waren Dampflokomotiven der Bauart Garratt.
Zusammen mit drei Lokomotiven der Klasse NGG 11 und einer der Klasse GA war der Prototyp der Klasse schon 1914 bestellt worden; zur Indienststellung kam es wegen des Ersten Weltkriegs aber erst 1921.
Verglichen mit der GA, die für den Hauptstreckeneinsatz gebaut worden war, war die GB nur etwa halb so schwer und mit einer Achslast von nur 7,6 t für Nebenstrecken mit besonders schwachem Oberbau vorgesehen. Anders als die GA hatte die GB innere Laufachsen und damit die Achsfolge (1'C1')(1'C1'). Bis auf die Größe und Achsanordnung wiesen beide Klassen die gleichen Bauartmerkmale auf.
Die erste Lokomotive mit der Bahnnummer 1650 wurde von Durban aus auf der Südküstenstrecke in Natal erprobt, auf der die Gleise sehr schlecht verlegt waren. Sie bewährte sich, und 1924 wurden deshalb sechs weitere Maschinen mit den Nummern 2160 bis 2165 in Dienst gestellt und auf Zweigstrecken in der Kapprovinz eingesetzt. Der Prototyp erhielt die neue Nummer 2166.
Die sechs 1924 beschafften Lokomotiven hatten einen vergrößerten Wasservorrat und waren deshalb etwas schwerer als der Prototyp (dessen Daten in nebenstehender Tabelle in Klammern stehen). Außerdem erhielten sie Seitenfenster im Führerstand.
Die Lokomotiven blieben bis 1966 im Dienst, zuletzt auf der Strecke Aliwal North–Barkly East. Eine der Maschinen (Nr. 2166) ist erhalten geblieben und steht heute im Outeniqua Railway Museum in George.